# Суаки-Гранде (муниципалитет)
Суаки-Гранде (исп. Suaqui Grande) — муниципалитет в Мексике, штат Сонора, с административным центром в одноимённом посёлке. Численность населения, по данным переписи 2020 года, составила 1114 человек.

## Общие сведения
Название Suaqui с языка индейцев пима можно перевести как — сердце питайи, а Grande с испанского зыка — большой, огромный.
Площадь муниципалитета равна 914,8 км², что составляет 0,5 % от площади штата, а наиболее высоко расположенное поселение Ла-Тескалама, находится на высоте 474 метра.
Он граничит с другими муниципалитетами Соноры: на севере с Ла-Колорадой и Сан-Хавьером, на востоке с Онавасом, на юге с Кахеме, и на западе с Гуаймасом.

## Учреждение и состав
Муниципалитет был образован в 1935 году, по данным 2020 года в его состав входит 18 населённых пунктов, самые значимые из которых:
| Код INEGI                  | Населённый пункт                                                                            | Численность населения (2005 год) | Численность населения (2010 год) | Численность населения (2020 год) |
| -------------------------- | ------------------------------------------------------------------------------------------- | -------------------------------- | -------------------------------- | -------------------------------- |
| 062                        | Всего                                                                                       | 1102                             | 1121                             | 1114                             |
| 0001                       | Суаки-Гранде (исп. Suaqui Grande) 28°23′44″ с. ш. 109°53′18″ з. д. (административный центр) | 1048                             | 1076                             | 1074                             |
| 0020                       | Эль-Посо (исп. El Pozo) 28°21′17″ с. ш. 110°03′15″ з. д.                                    | 1                                | 5                                | 7                                |
| 0028                       | Эль-Аламито (исп. El Alamito) 28°24′33″ с. ш. 109°53′12″ з. д.                              | —                                | —                                | 5                                |
| 0013                       | Ла-Тескалама (исп. La Tescalama) 28°24′25″ с. ш. 110°03′00″ з. д.                           | 8                                | 7                                | —                                |
| —                          | Прочие                                                                                      | 41                               | 33                               | 28                               |
| Названия на карте Генштаба |                                                                                             |                                  |                                  |                                  |

## Экономическая деятельность
По статистическим данным 2000 года, работоспособное население занято по секторам экономики в следующих пропорциях:
- сельское хозяйство, скотоводство и рыбная ловля — 40,1 %;
- промышленность и строительство — 29,4 %;
- торговля, сферы услуг и туризма — 30 %;
- безработные — 0,5 %.

## Инфраструктура
По статистическим данным 2020 года, инфраструктура развита следующим образом:
- электрификация: 98,3 %;
- водоснабжение: 96,6 %;
- водоотведение: 99,1 %.